# Staplestreet
Staplestreet – wieś w Anglii, w hrabstwie Kent, w dystrykcie Swale. Leży 30 km na wschód od miasta Maidstone i 79 km na wschód od centrum Londynu.